# Anurida papillosoides
Anurida papillosoides är en urinsektsart som först beskrevs av Hammer 1953.  Anurida papillosoides ingår i släktet Anurida och familjen Neanuridae. Inga underarter finns listade i Catalogue of Life.